# Meterana octans
Meterana octans är en fjärilsart som beskrevs av Hudson 1898. Meterana octans ingår i släktet Meterana och familjen nattflyn. Inga underarter finns listade i Catalogue of Life.